# Anatoli Akímov
Anatoli Akímov (rus: Анатолий Иванович Акимов)  (Moscou, 15 de novembre de 1947 - Moscou, 28 de juny de 2002) fou un waterpolista rus que va competir sota bandera soviètica durant les dècades de 1960 i 1970. Era germà del també warerpolista Vladímir Akímov.
El 1972 va prendre part en els Jocs Olímpics d'Estiu de Múnic, on guanyà la medalla de plata en la competició del waterpolo.
En el seu palmarès també destaca una medalla de plata al Campionat del Món de waterpolo de 1973i una d'or al Campionat d'Europa de waterpolo de 1970. A nivell de clubs guanyà les lligues soviètiques de 1965 a 1967, 1970, 1971, 1975 i 1976.